# 角・鶴光わははの家
『角・鶴光わははの家』（すみ・つるこわははのいえ）は、1991年10月から1992年1月まで毎日放送（MBSテレビ）で放送されたトーク番組。

## 概要
架空の家族「わははの家」を舞台に、有名ゲストを迎えて行われていた関西ローカルのトークバラエティ番組。

## 出演者
- わははの淳一：角淳一（当時MBSアナウンサー）
- わははの鶴光：笑福亭鶴光
- わははの晶紀：羽野晶紀
- 佐々木美絵 - 番組の途中で、角および鶴光と「帰ってきたヤングタウン木曜日」コーナーを担当。

| 毎日放送 火曜19時台前半ローカル枠 | 毎日放送 火曜19時台前半ローカル枠             | 毎日放送 火曜19時台前半ローカル枠 |
| 前番組                            | 番組名                                        | 次番組                            |
| --------------------------------- | --------------------------------------------- | --------------------------------- |
| クイズMr.ロンリー2                | 角・鶴光わははの家 （1991年10月 - 1992年1月） | チエちゃん奮戦記 じゃりン子チエ   |